# قطعنامه ۱۷۱۳ شورای امنیت
قطعنامه  ۱۷۱۳ شورای امنیت سازمان ملل متحد که در تاریخ ۲۹ سپتامبر ۲۰۰۶ تصویب شد، سندی بین‌المللی دربارهٔ بررسی وضعیت در مورد سودان است. این قطعنامه طی نشست ۵۵۴۳ام با ۱۵ رای موافق، ۰ مخالف و ۰ ممتنع تصویب شد.